# Зихия
Зихия (средневековый адыгский: Адзыгъуэй; адыг. Адыгэй) адыгское средневековое государство черкесов, больше известное под греко-латинским названием Зихия. Затем общеупотребительным экзоназванием 
стало Черкесия, на северо-восточном побережье Чёрного моря, населенным черкесами.

## История
Точные границы королевства остаются неизвестными. Согласно Византийскому императору Константину VII Багрянородному (правил с 913 по 959 год), оно располагалось к югу от Таматархи (Тмутаракань), отделенное от неё рекой Укруч (возможно, это можно связать с рекой Кубань), и имело город под названием Никопсис.  Согласно легенде о посещении апостолом Андреем, оно находилось между Абазгией (Абхазией) и Киммерийскими Боспором (Керченским проливом).
Государство образовалось в ходе слияния воинственных близкородственных абхазских и адыгских племëн говоривших на схожих говорах и имевшее крайне схожую культуру и мифологию.
В исторических источниках эта область впервые упоминается в VI веке, когда византийский историк Прокопий Кесарийский (в своем произведении "Войны", книга VIII, глава 4, раздел 2) записал, что народ Зихов ранее имел короля, назначаемого Римским императором, но позднее стал независимым. С первой трети VI века начинает упоминаться Зихийское епископство, подчинённое Константинопольскому патриархату. В "Notitiae Episcopatuum" (Псевдо-Эпифания Кипрского, писавшего около 640 года) упоминаются епархии Патриархата Константинополя VII века на территории Зихии (Херсонская, Боспорская и Никопсийская), связанные с Таматархой или Киммерийским Боспором.
Во времена Константина VII византийские отношения с этой областью осуществлялись жителями Херсона. В XI веке византийцы, возможно, могли установить контроль над регионом, как свидетельствует печать-булла (обнаруженная в 1927 году на Киевщине) Михаила, "Господи, помоги Михаилу, архонту Матрахи, Зихии и всей Хазарии" (|Κ[ύρι]ε β[οή]θ[ει] Μιχαήλ άρχοντ[ι] Ματράχ[ου] Ζιχίας και πάσης [Χ]αξαρί[ας]) (тут под Хазарией имеется в виду "Византийская Хазария", то есть часть крымских владений в Крыму, в которых до некоторого времени хазары продолжнали претендовать на их сообладание; Матраха - это византийское название Тмутаракани), хотя это оспаривается среди современных исследователей. В XII веке император Мануил I Комнин (правил с 1143 по 1180 год) использовал титул "император Зихии, Хазарии и Готии", однако неясно, насколько эти претензии соответствовали действительности.
В XIII веке эту область посетили венгерские и итальянские путешественники, которые называли её Сихия (а также другими вариантами этого названия). Эти путешественники определяли Матрику (Тмутаракань) внутри Сихии.

## Известные правители
- Псевдо-Арриан (примерно VI век) упоминает в своём «Перипле Понта Эвксинского» царя Зихии по имени Стахемфак.
- В 500-х годах король Бахсан, сын короля Дау, воевал с готами[7] (это упоминается в героической поэме, записанной в начале 19 века черкесским фольклористом Шорой Бекмурзовичем Ногмовым - см. Amjad M. Jaimoukha, "An Introductory Account of Circassian Literature"). В землях черкесов известна река Бахсан (Баксан), а также регион Черкесии с тем же названием. С именем Бахсана поздняя народная традиция связывает также Этокский истукан (обнаруженный исследователями во второй половине XVIII века, также известный как статуя Дука-бек или Монумент Буса), на котором памятнике якобы была надпись греческими и славянскими буквами (согласно черкесскому фольклористу начала XIX века Шоре Ногмову, надпись была греческой), якобы (по версии Шоры Ногмова) приписывавшая его Бахсану, и содержащая дату - относившую его к IV веку. Этокский памятник другая группа людей, столь же малообоснованно, соотносит с упоминаемым Иорданом в «Гетике» вождём народа антов Божем, которого русские неоязычники группы Асова произвольно назвали выдуманным именем Буса Белояра. Согласно Шоре Ногмову, опиравшемуся на черкесские народные поэтические предания, памятник этот якобы был возведён сестрой восьмидесяти знаменитейших черкесских нартов, сыновей Дауо (в том числе Бахсана), которые пали вместе с 80-ю другими "нартами" в бою с готами (самого Бахсана, при этом, в бою якобы убил царь готов), для останков своих братьев, на реке Этоко, и с тех пор этот памятник якобы стал известен среди черкесов как "Дауко Баксан" (то есть "Бахсан, сын Дауо").
- Король Лористан упоминается как король 700–800 гг.[8]. Согласно черкесскому эпосу, записанному в начале 19 века, якобы правитель черкесов Лористан отразил нашествие 60-тысячного войска аваров (аварцев?). При этом, якобы в ответ на требование о выплате дани аварского хана Байкана (Baykan), вышедшего с огромным войском уже до реки Бахсан в Черкесии, Лористан храбро ответил: "Мы не будем платить дани, пока у нас есть хотя бы один меч, пока хоть  один из нас жив!" (текст на немецком: "Wir zahlen keine Steuern, so lange uns auch nur ein Schwert bleibt, so lange auch nur Einer von uns am Leben verbleibt!") - источник: сборник черкесской эпической поэзии "Die sagen und lieder des tscherkessen-volks" (автор: Шора Ногмов, перевод на немецкий, издание 1866 года). Или Лористан ответил: "Кто может отнять у нас нашу свободу? Мы привыкли отбирать свои земли, но не отдавать то, что принадлежит нам, врагу. Так будет до тех пор, пока миром правят войны и мечи. Мы не отдадим свою свободу и никому не дадим земли или дани, пока не останется только один наш меч и один живой человек" (турецкий текст[9]: "Kim bizden özgürlüğümüzü alabilir? Bizler topraklarımızı geri almaya alışığız ama bizim olanı düşmana vermeye değil.Dünyaya savaşlar ve kılıçlar hükmettiği müddetçe bu böyle olacak. Tek kılıcımız ve tek canlı kalana dek özgürlüğümüzü teslim etmez, kimseye toprak,haraçta vermeyiz") .
- В черкесском эпосе упоминается, что царь Зихии Хапач, сын царя Вече, совершал набеги на Хазарию в 900-х годах[10] (этот эпизод упоминается в поэме "Саркельская битва", рассказанной черкесским сказителем по-имени Yakhutl' Shaban (об этом - John Colarusso, "Two Circassian tales of Huns and Hazars" in "The Annual o the Society for the Study of Caucasia" 4-5 [1991 - 1993]: p. 68) - см. Kevin Alan Brook, "The Jews of Khazaria", 2006, p. 158, комментарий 18).
- Рашид-ад-Дин в Персидских хрониках писал, что зихийский царь Тукар погиб в битве с монголами в 1237 году[11][12]
- В 1333 году папа Иоанн XXII благодарил короля Зихии (Черкесии) за помощь в распространении христианской веры среди черкесов .[2]
- В 1471 году правитель Каффы Уффицио ди Сан-Джорджо подписал договор с правителем Черкесии, «верховным владыкой Зихии» на снабжение Каффы большим количеством зерна через Зихию.[13]
- Кансавук упоминается Мальбаховым как царь Зичии в 1542 г.[14] Правителя Жанетии (то есть страны черкесского субэтноса жанеевцев (жанэ)) Кансавука упоминает в 1550-е годы Реммал-Ходжа, придворный астролог крымского хана Сахиб-Гирея, в своей книге «Тарих-и Сахиб-Гирей-хан» («История хана Сахиб-Гирея»). Силы Кансавука отразили нападение крымского хана Сахиб Герая I, после того как Кансавук отказался выдать тому несколько сотен невольников в качестве откупа за помощь, оказанную жанеевцами при нападении черкесов на османские крепости на Таманском полуострове. Кансавук являлся отцом известного с 1552 г. по русским летописям жанинского князя Сибока Кансавукова[15].